# Simplicia buffetti
Simplicia buffetti là một loài bướm đêm trong họ Noctuidae.